# Camptothécine
La camptothécine est un alcaloïde pentacyclique isolé de Camptotheca acuminata, un arbre ornemental très répandu en Chine.
Cette molécule a une action sur la topoisomérase de type I en formant un complexe stable avec l'enzyme et le brin d'ADN avec lequel cette dernière s'est fixée.
La camptothécine est trop toxique pour la thérapeutique. Mais elle a permis la synthèse de dérivés utilisés aujourd'hui contre le cancer : l'irinotécan et le topotécan.